# أمادغاه ابيك (زياران)
أمادغاه ابيك (بالفارسية: آمادگاه آبیک) هي منطقة سكنية تقع في إيران في قسم زیاران الریفي. يقدر عدد سكانها بـ 2,105 نسمة .